# Abdelâali Zahraoui
Abdelâali Zahraoui (Fez, Marruecos, 9 de enero de 1949) es un exfutbolista de Marruecos que jugó en la posición de centrocampista.

## Carrera

### Club
| Periodo   | Club      |
| --------- | --------- |
| 1968-1981 | MAS Fez   |
| 1981-1983 | FAR Rabat |

### Selección nacional
Jugó para Marruecos en 41 ocasiones de 1971 a 1976 y anotó cinco goles; participó en los Juegos Olímpicos de Múnich 1972 y ganó la Copa Africana de Naciones 1976.

## Logros

### Club
- Botola (1): 1971
- Copa del Trono (1): 1980

### Selección nacional
- Copa Africana de Naciones (1): 1976